# Leucania comma
Leucania comma là một loài bướm đêm trong họ Noctuidae.

## Hình ảnh

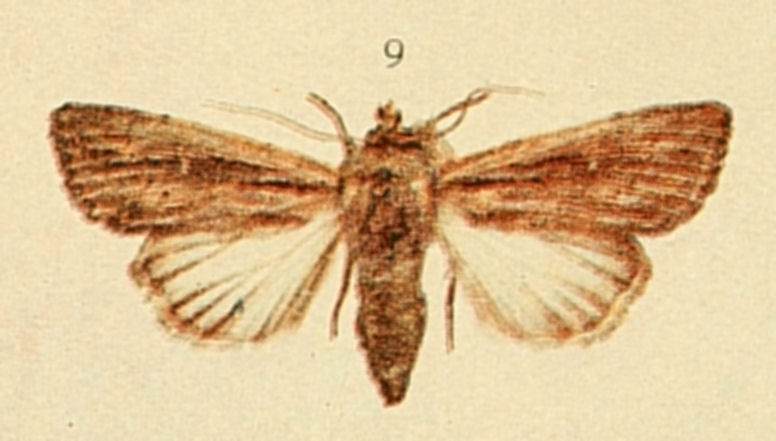
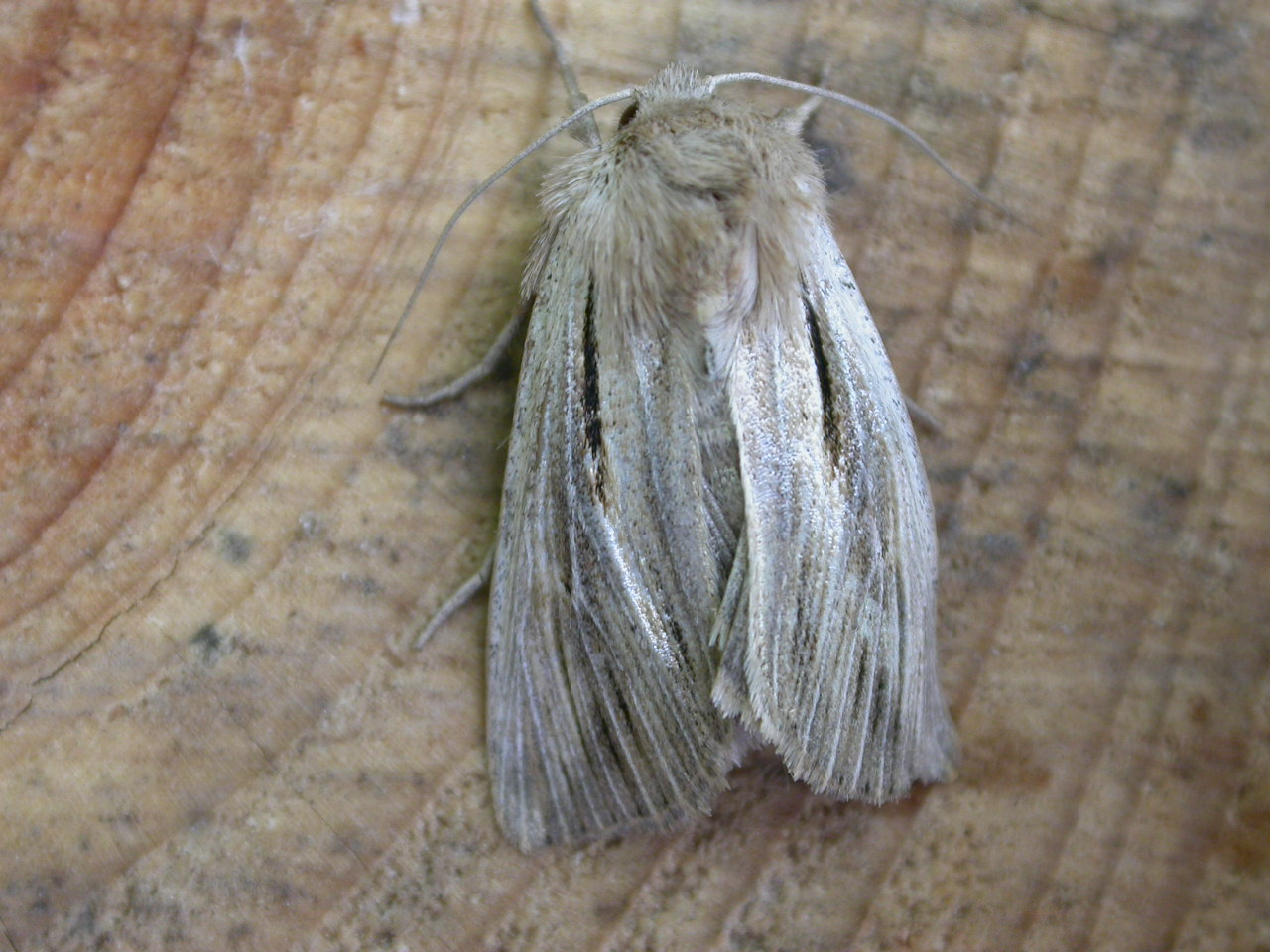
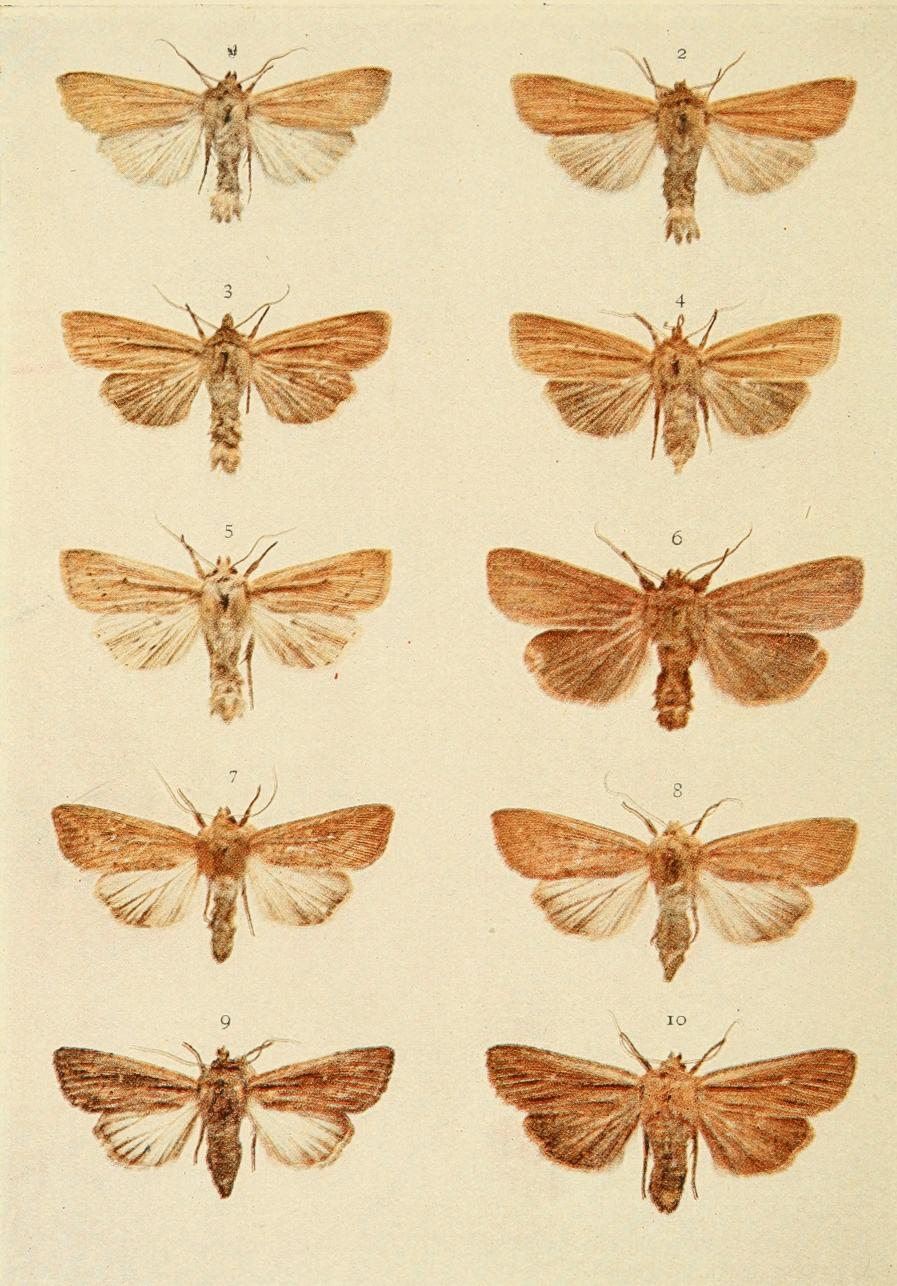
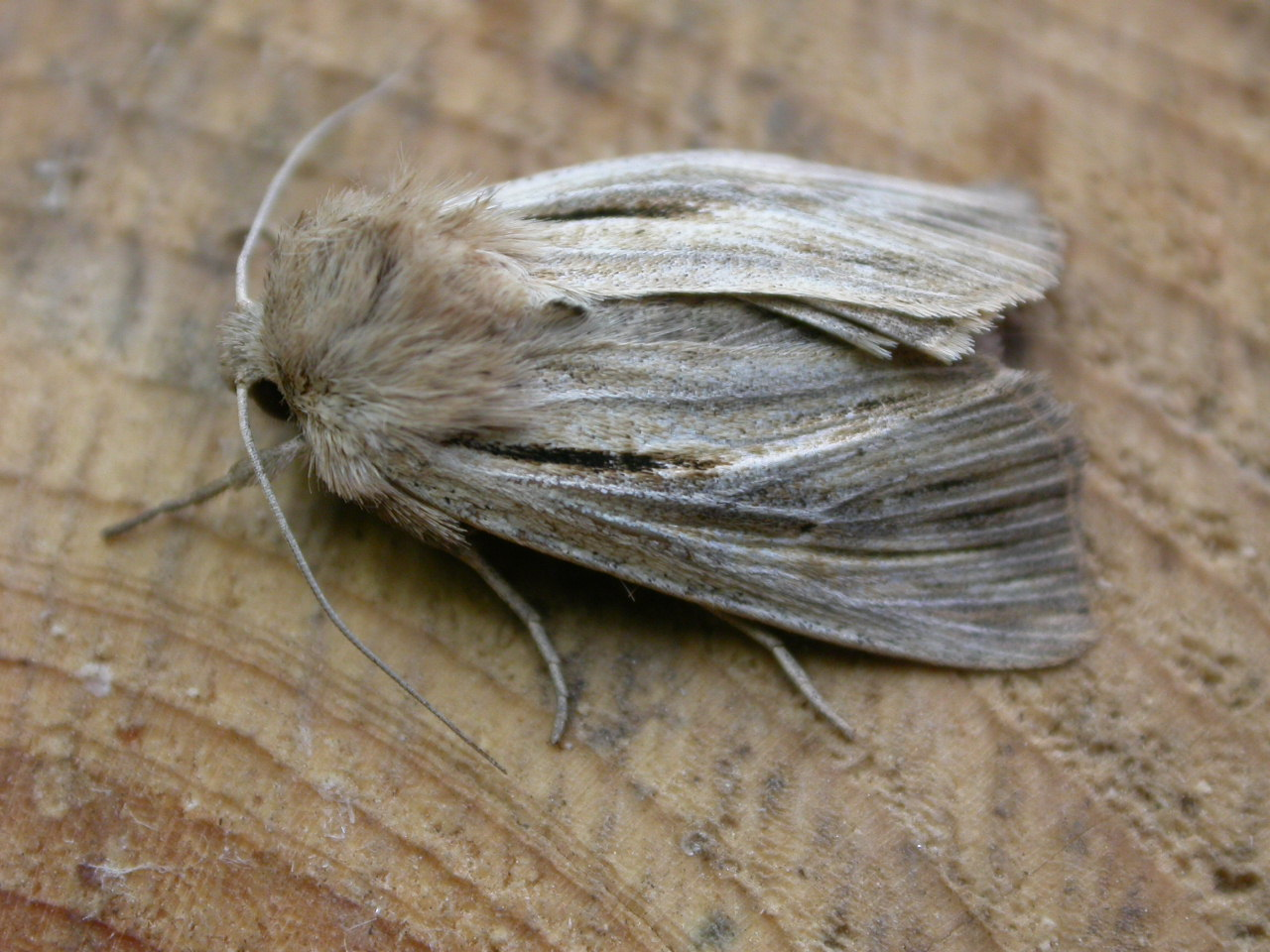